# رالف كالدويل
رالف كالدويل (بالإنجليزية: Ralph Caldwell)‏ هو لاعب كرة قاعدة أمريكي، ولد في 18 يناير 1884 في فيلادلفيا في الولايات المتحدة، وتوفي في 5 أغسطس 1969 في West Trenton, New Jersey ‏ في الولايات المتحدة.

## وصلات خارجية
- رالف كالدويل على موقعبيزبول رفرنس.كوم (الدوري الرئيسي) (الإنجليزية)
- رالف كالدويل على موقعبيزبول رفرنس.كوم (الدوري الثانوي) (الإنجليزية)